# Agrigento
Agrigento là thành phố, thủ phủ tỉnh Agrigento, vùng Sicilia, Ý. Thành phố nằm ở bờ biển phía nam vùng Sicilia.